# 迪普洛克冰川

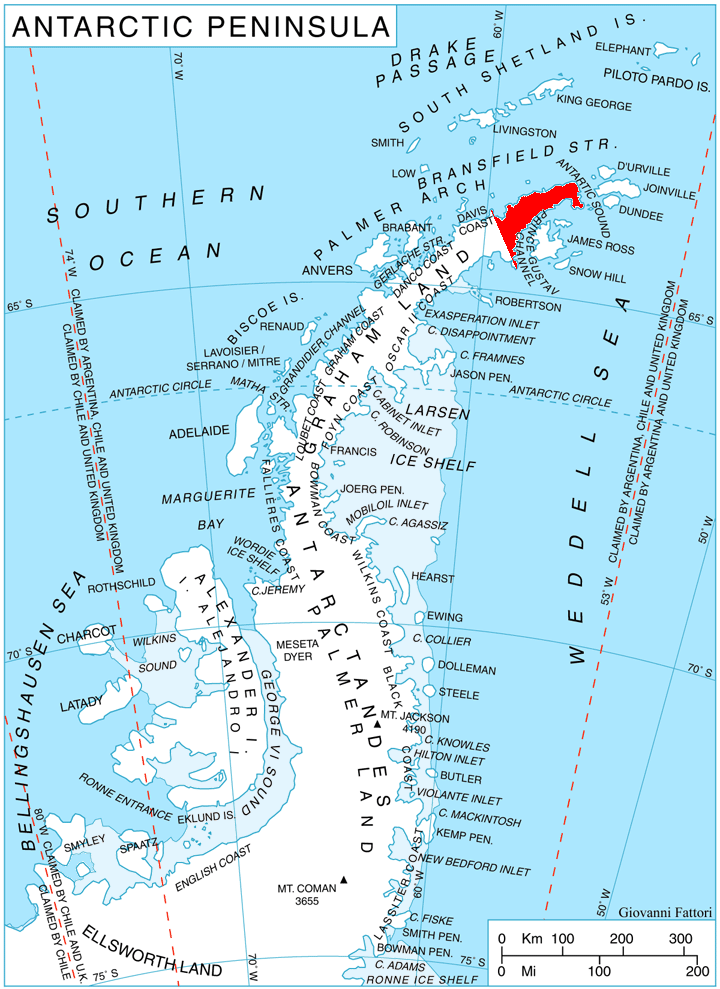

64°3′S 58°50′W / 64.050°S 58.833°W
迪普洛克冰川（英語：Diplock Glacier）是南極洲的冰川，位於葛拉漢地的特里尼蒂半島，長16公里，流經底特律高原，最終在阿萊克托里亞島以南8公里注入古斯塔夫王子海峽，根據英國探險隊的測量繪入地圖，以英國工程師命名，現時由南極條約體系管理。

## 外部連結
- SCAR Composite Antarctic Gazetteer（页面存档备份，存于）.